# Conan III van Bretagne
Conan III van Bretagne bijgenaamd de Dikke (circa 1095 - 17 september 1148) was van 1112 tot aan zijn dood hertog van Bretagne. Hij behoorde tot het huis Cornouaille.

## Levensloop
Conan III was de oudste zoon van hertog Alan IV van Bretagne uit diens huwelijk met Ermengarde, dochter van graaf Fulco IV van Anjou.
Na de abdicatie van zijn vader in 1112 werd Conan hertog van Bretagne en graaf van Nantes. Hij sloot een alliantie met koning Lodewijk VI van Frankrijk en ging de strijd aan met zijn feodale landsheren, waardoor hij grote vooruitgang maakte bij de totstandkoming van de landsvrede in Bretagne. Ook verenigde hij zijn leger met dat van Lodewijk IV in diens strijd tegen koning Hendrik I van Engeland, hoewel Conan rond 1113 gehuwd was met diens buitenechtelijke dochter Mathilde FitzRoy. Toen na de dood van Hendrik I in 1135 de Engelse Anarchie ontstond, steunde hij Stefanus van Blois in de strijd tegen Mathilde van Engeland en haar zoon Hendrik Plantagenet.
Toen Conan in 1148 op sterven lag, onterfde hij plots zijn zoon Hoël III, met het argument dat hij een bastaard zou zijn. Vervolgens stelde hij zijn kleinzoon Conan IV, de zoon van zijn oudste dochter Bertha en haar eerste echtgenoot Alan van Richmond, aan als nieuwe erfgenaam, onder het regentschap van zijn stiefvader Odo van Porhoët. Na zijn dood was het echter Bertha die hem opvolgde als hertogin van Bretagne. Onenigheden over deze erfregeling mondden uit in een burgeroorlog, die Bretagne jarenlang zou verscheuren.

## Nakomelingen
Conan III en zijn echtgenote Mathilde FitzRoy kregen drie kinderen:
- Bertha (1114-1156), huwde eerst in 1138 met graaf Alan van Richmond en daarna in 1147 met burggraaf Odo van Porhoët
- Hoël III (1116-1156), graaf van Nantes
- Constance (1120-1148), huwde met heer Godfried II van Mayenne

## Voorouders
| Voorouders van Conan III van Bretagne (1095-1148) | Voorouders van Conan III van Bretagne (1095-1148)                   | Voorouders van Conan III van Bretagne (1095-1148)                   | Voorouders van Conan III van Bretagne (1095-1148)                   | Voorouders van Conan III van Bretagne (1095-1148)                   | Voorouders van Conan III van Bretagne (1095-1148)                       | Voorouders van Conan III van Bretagne (1095-1148)                       | Voorouders van Conan III van Bretagne (1095-1148)                   | Voorouders van Conan III van Bretagne (1095-1148)                   |
| ------------------------------------------------- | ------------------------------------------------------------------- | ------------------------------------------------------------------- | ------------------------------------------------------------------- | ------------------------------------------------------------------- | ----------------------------------------------------------------------- | ----------------------------------------------------------------------- | ------------------------------------------------------------------- | ------------------------------------------------------------------- |
| Overgrootouders                                   | Alan van Cornouaille (–1058) ∞ Judith van Nantes (-1063)            | Alan van Cornouaille (–1058) ∞ Judith van Nantes (-1063)            | Alan III van Bretagne (997-1040) ∞ Bertha van Blois (-1085)         | Alan III van Bretagne (997-1040) ∞ Bertha van Blois (-1085)         | Godfried II van Gâtinais (1028-1044) ∞ Ermengarde van Anjou (1018-1076) | Godfried II van Gâtinais (1028-1044) ∞ Ermengarde van Anjou (1018-1076) | Lancelin II van Beaugency (-) ∞ ? (-)                               | Lancelin II van Beaugency (-) ∞ ? (-)                               |
| Grootouders                                       | Hoël II van Bretagne (1031–1084) ∞ Havise van Bretagne (1037-1072)  | Hoël II van Bretagne (1031–1084) ∞ Havise van Bretagne (1037-1072)  | Hoël II van Bretagne (1031–1084) ∞ Havise van Bretagne (1037-1072)  | Hoël II van Bretagne (1031–1084) ∞ Havise van Bretagne (1037-1072)  | Fulco IV van Anjou (1043-1109) ∞ Hildegarde de Beaugency (-1070)        | Fulco IV van Anjou (1043-1109) ∞ Hildegarde de Beaugency (-1070)        | Fulco IV van Anjou (1043-1109) ∞ Hildegarde de Beaugency (-1070)    | Fulco IV van Anjou (1043-1109) ∞ Hildegarde de Beaugency (-1070)    |
| Ouders                                            | Alan IV van Bretagne (1063-1119) ∞ Ermengarde van Anjou (1068-1146) | Alan IV van Bretagne (1063-1119) ∞ Ermengarde van Anjou (1068-1146) | Alan IV van Bretagne (1063-1119) ∞ Ermengarde van Anjou (1068-1146) | Alan IV van Bretagne (1063-1119) ∞ Ermengarde van Anjou (1068-1146) | Alan IV van Bretagne (1063-1119) ∞ Ermengarde van Anjou (1068-1146)     | Alan IV van Bretagne (1063-1119) ∞ Ermengarde van Anjou (1068-1146)     | Alan IV van Bretagne (1063-1119) ∞ Ermengarde van Anjou (1068-1146) | Alan IV van Bretagne (1063-1119) ∞ Ermengarde van Anjou (1068-1146) |